# 加賀国
加賀国（かがのくに）は、かつて日本の地方行政区分だった令制国の一つ。北陸道に属する。

## 沿革
越国が689年-692年（持統天皇3-6年）越前国、越中国、越後国の三国に分立し、718年5月2日に養老律令制定により能登国が越前国から分離。嵯峨天皇の弘仁14年（823年3月1日）に越前国から江沼郡と加賀郡を割いて加賀国が設置された。
同823年6月4日に、江沼郡の北部から能美郡、加賀郡の南部から石川郡が分けられた。加賀郡は後に河北郡と呼ばれ、大海川は現在も加賀と能登の両地方の大まかな境界となっている。
大化の改新の頃までは加賀郡は賀我、加宜、香我、賀加とも言われたとされる
。
加賀国は、令制国の中で最後に建てられた国である。その建国への提案は越前守の紀末成による。末成は、加賀郡が国府から遠く往還に不便で、郡司や郷長が不法を働いても民が訴えることができずに逃散し、国司の巡検も難しいといったことを理由にあげた。太政官はこれを受けて弘仁14年 （823年） 2月に、越前の二郡を割いて加賀国を建て、中国にすることを奏した。3月1日に太政官は符を下して加賀国を作り、中国と定めた。同年6月4日に、江沼郡の北部を能美郡とし、加賀郡の南部を石川郡とすることを、加賀守を兼任した紀末成が言上し、これによって四郡になった。天長2年（825年）1月10日に、課丁と田の数が多いという理由で、加賀国は上国に変更になった。
中世には熊坂荘などの荘園が置かれていたが、戦国時代初頭に一向一揆が守護富樫氏を滅ぼして以後100年近くにわたって一揆による支配が続く（加賀一向一揆）。
江戸時代には、加賀藩（金沢藩）、大聖寺藩（加賀藩支藩）、大聖寺新田藩（大聖寺藩支藩） が置かれた。

### 近代以降の沿革
- 「旧高旧領取調帳データベース」に記載されている明治初年時点での国内の支配は以下の通り[注釈 1]（784村・483,743石5斗）。太字は当該郡内に藩庁が所在。
  - 河北郡（177村・90,699石余） - 加賀藩
  - 石川郡（235村・183,508石余） - 加賀藩
  - 能美郡（229村・131,378石余） - 幕府領（白山麓18ヶ村）、加賀藩、大聖寺藩
  - 江沼郡（143村・78,156石余） - 大聖寺藩
- 明治2年6月17日（1869年7月25日） - 版籍奉還により加賀藩（通称）の正式名称が金沢藩となる。
- 明治3年12月22日（1871年2月11日） - 幕府領が本保県の管轄となる。
- 明治4年
  - 7月14日（1871年8月29日） - 廃藩置県により、藩領が金沢県、大聖寺県の管轄となる。
  - 11月20日（1871年12月31日） - 第1次府県統合により、大聖寺県の管轄区域が金沢県、本保県の管轄区域が福井県の管轄となる。
  - 12月20日（1872年1月29日） - 福井県が改称して足羽県となる。
- 明治5年
  - 2月2日（1872年3月10日） - 金沢県が改称して石川県となる。
  - 11月17日（1872年12月17日） - 足羽県の白山麓18ヶ村を編入し、全域が石川県の管轄となる[注釈 2]。

## 領域
明治維新の直前の領域は現在以下のようになっている。太字の自治体及び郡は全域が、通常体は一部が国土にあたる。
- 石川県
  - 金沢市
  - 小松市
  - 加賀市
  - かほく市（中沼・夏栗・瀬戸町・元女以北および学園台の一部を除く）
  - 白山市
  - 能美市
  - 野々市市
  - 能美郡
  - 河北郡（津幡町のうち上大田・下河合以北を除く）

## 国内の施設

### 国府
国府は能美郡にあった。現在の石川県小松市古府町にあったと考えられている。
易林本の『節用集』では、「加賀郡に府」と記載がある。

### 国分寺・国分尼寺

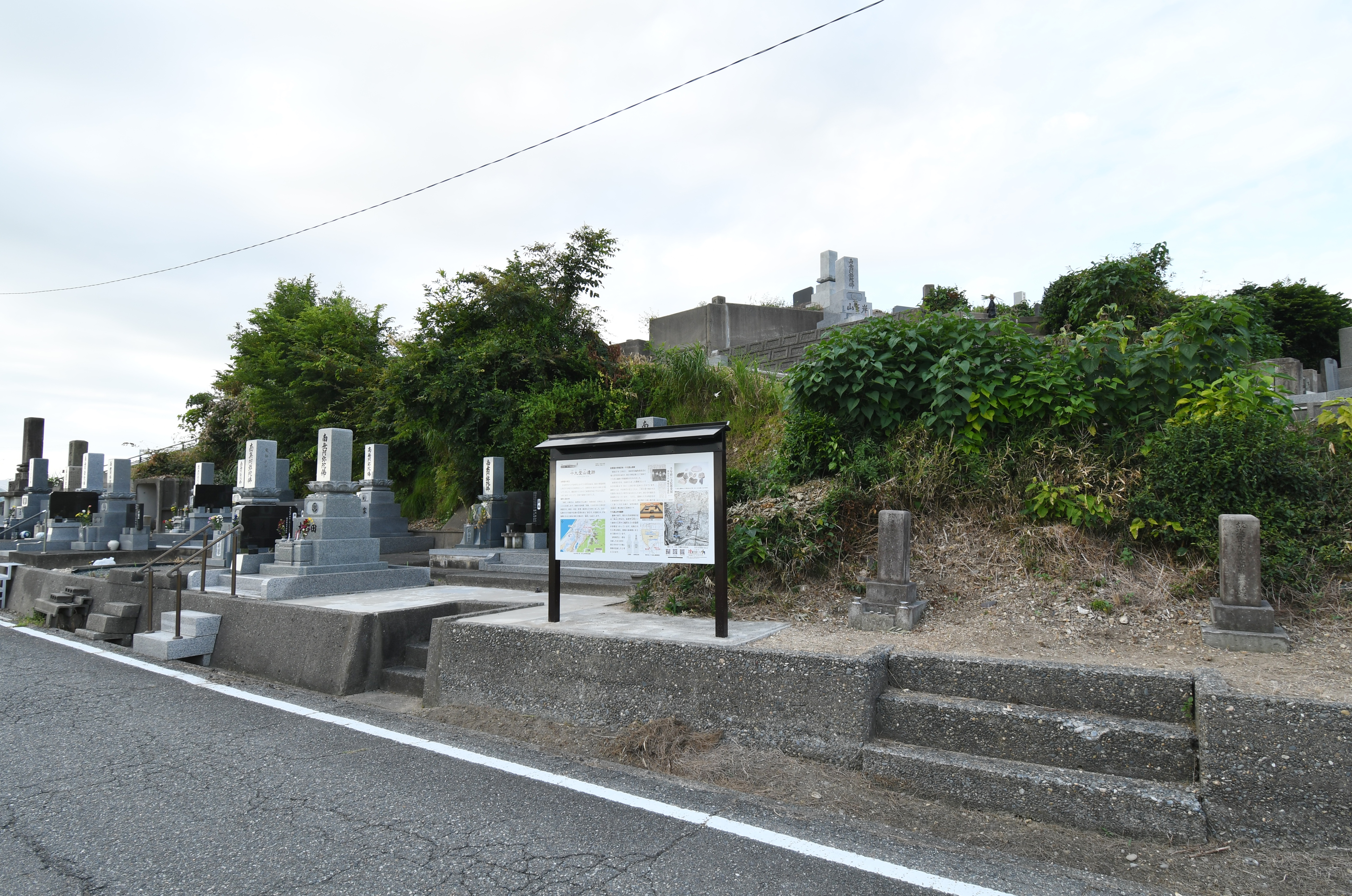
推定加賀国分寺跡の十九堂山遺跡
（石川県小松市）

国分僧寺は、承和8年（841年）、既にあった「勝興寺」（現 小松市）を国分寺に転用して設けられた。
尼寺は伝わっていない。

### 神社
延喜式内社
『延喜式神名帳』には、小社42社42座が記載されている。大社はない。加賀国の式内社一覧を参照。

総社・一宮以下
- 総社 石部神社 （小松市古府） - 南北朝期に一宮を主張し、白山比咩神社と論争になった。
- 一宮 白山比咩神社 （白山市） - 式内社。
- 二宮 菅生石部神社 （加賀市） - 式内社。

## 地域

### 郡
- 江沼郡
- 能美郡
- 河北郡…かつての加賀郡
- 石川郡

## 人物

### 国司

#### 加賀守
- 紀末成[1] - 823年（弘仁14年）12月　見
- 藤原良房 - 830年（天長7年）閏12月　任
- 藤原長良 - 834年（承和元年）正月　任
- 源明 - 838年（承和5年）正月　任
- 源寛 - 839年（承和6年）正月　任
- 源寛 - 842年（承和9年）9月　再任
- 源生 - 843年（承和10年）正月　任
- 藤原助 - 845年（承和12年）正月　任
- 藤原並藤 - 847年（承和14年）正月　任
- 正行王 - 850年（嘉祥3年）3月　見
- 藤原衛 - 851年（仁寿元年）10月　任
- 藤原衛 - 855年（斉衡2年）正月　再任 - 857年（天安元年）11月　卒
- 藤原仲統 - 857年（天安元年）12月　任 - 858年（天安2年）11月　罷
- 源啓 - 859年（貞観元年）正月　任
- 清原長田 - 860年（貞観2年）正月　任
- 藤原本雄 - 862年（貞観4年）2月　任
- 源能有 - 866年（貞観8年）正月　任 - 869年（貞観11年）2月　罷
- 藤原有実 - 869年（貞観11年）3月　任
- 朝野真吉 - 870年（貞観12年）正月　任
- 茂世王 - 874年（貞観16年）正月　見
- 多治藤善 - 880年（元慶4年）12月　見
- 大春日安永 - 886年（仁和2年）正月　任
- 平篤行 - 908年（延喜8年）正月　任 - 908年（延喜8年）2月　転
- 源頼房
- 藤原師高 - 1175年（安元元年）任官。

#### 加賀介
- 源義国
- 藤原景道 - 加賀の藤原加藤氏の祖。

### 守護

#### 鎌倉幕府
- ?～1191年 - 比企朝宗
- 1223年～1245年 - 名越朝時
- ?～1333年 - 北条氏一門

#### 室町幕府
- 1336年～1337年 - 富樫高家?
- 1355年～1357年 - 富樫氏春
- 1364年～1387年 - 富樫昌家
- 1387年～1390年 - 斯波義種
- 1391年～? - 斯波義重
- 1393年～1408年 - 斯波義種
- 1408年～1414年 - 斯波満種
- 1414年～1418年 - 富樫満成
- 1414年～1427年 - 富樫満春
- 1430年～1433年 - 富樫持春
- 1433年～1441年 - 富樫教家
- 1441年～1464年 - 富樫泰高
- 1447年～1458年 - 富樫成春
- 1458年～1466年 - 赤松政則
- 1464年～1488年 - 富樫政親
- 1489年～1531年 - 富樫稙泰

### 武家官位としての加賀守
- 前田綱紀 - 加賀加賀藩第5代藩主。
- 前田宗辰 - 加賀加賀藩第7代藩主。
- 前田重煕 - 加賀加賀藩第8代藩主。
- 前田重靖 - 加賀加賀藩第9代藩主。
- 前田重教 - 加賀加賀藩第10代藩主。
- 前田治脩 - 加賀加賀藩第11代藩主。
- 前田斉広 - 加賀加賀藩第12代藩主。
- 前田斉泰 - 加賀加賀藩第13代藩主。
- 前田慶寧 - 加賀加賀藩第14代藩主。
- 大久保忠朝 - 相模小田原藩初代（復帰後）藩主。老中。
- 大久保忠増 - 相模小田原藩第2代（復帰後）藩主。老中。
- 大久保忠方 - 相模小田原藩第3代（復帰後）藩主。
- 大久保忠由 - 相模小田原藩第5代（復帰後）藩主。
- 大久保忠顕 - 相模小田原藩第6代（復帰後）藩主。
- 大久保忠真 - 相模小田原藩第7代（復帰後）藩主。老中。
- 大久保忠愨 - 相模小田原藩第8代（復帰後）藩主。
- 大久保忠礼 - 相模小田原藩第9代（復帰後）藩主。
- 大久保忠良 - 相模小田原藩第10代（復帰後）藩主。